# Atelopus loettersi
Atelopus loettersi is een kikker uit de familie padden (Bufonidae) en het geslacht klompvoetkikkers (Atelopus). De soort werd voor het eerst wetenschappelijk beschreven door Ignacio J. De la Riva, Santiago Castroviejo-Fisher, Juan Carlos Chaparro, Renaud Boistel & José Manuel Padial in 2011. Omdat de soort pas sinds recentelijk is beschreven wordt de kikker in veel literatuur nog niet vermeld. De soortaanduiding loettersi is een eerbetoon aan Stefan Lötters.
Atelopus loettersi leeft in delen van Zuid-Amerika en komt endemisch voor in Peru. De kikker is bekend van een hoogte van 400 tot 1000 meter boven zeeniveau. De soort komt in een relatief klein gebied voor en is hierdoor kwetsbaar. Door de internationale natuurbeschermingsorganisatie IUCN wordt de soort beschouwd als 'bedreigd'.